# Crotalaria ruspoliana
Crotalaria ruspoliana là một loài thực vật có hoa trong họ Đậu. Loài này được Chiov. miêu tả khoa học đầu tiên.